# Автошлях N4 (ПАР)
Автошлях N4 — національний маршрут у Південній Африці, який пролягає від Скілпадшека на кордоні з Ботсваною, повз Рустенбург, Преторія, Малахлені та Мбомбела до Коматіпорта на кордоні з Мозамбіком. Утворює південноафриканську ділянку Транскалахарського коридору, який пролягає від Волфіш-Бей до Мапуту, тобто з’єднує східне та західне узбережжя Південної Африки.
Південноафриканську частину можна розділити на дві частини з Преторією посередині. Західна частина з’єднує Габороне і Лобаце в Ботсвані з Преторією (названа Платиновим шосе), тоді як східна частина з’єднує Преторію з Мбомбелою в Мпумаланзі та Мапуту в Мозамбіку (названа Коридором Мапуту).

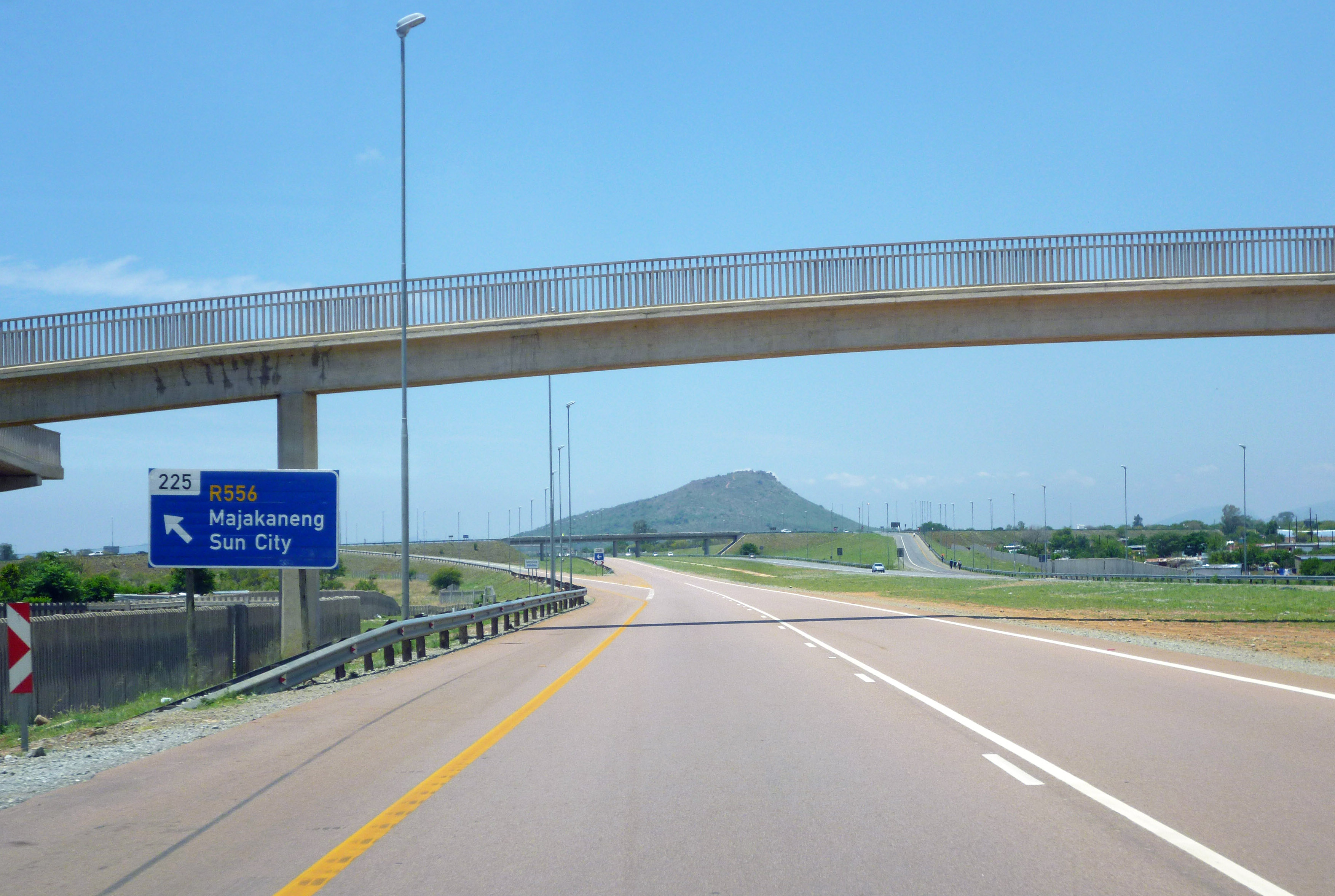
Дорога N4 у східному напрямку на розв'язці з дорогою R556 біля Моддерспруїта на північному заході.

Східна ділянка від Преторії до Мідделбурга — це чотирисмугова платна автострада з двома проїжджими частинами, відкрита в 1968 році, з пунктами збору в Донкергуку та на захід від Мідделбурга. Автомагістраль від Вітбанку до Мідделбурга була однією з перших бетонних автомагістралей, побудованих у Південній Африці, а Ultra City була першою станцією технічного обслуговування, побудованою з боків автостради. У Малахлені (колишній Witbank) автострада збігається з N12 від Йоганнесбурга. Альтернативний маршрут до N4, відомий як R104, пролягає між Преторією та Вондерфонтейном (на схід від Мідделбурга). Між eMalahleni та Middelburg альтернативою є небезпечний R555. Після Wonderfontein платна дорога пролягає по старій трасі N4 до прикордонної застави Lebombo. Від Мідделбурга до Белфаста N4 — це однопроїзна дорога з двома смугами в обох напрямках; після цього N4 — широка однопроїзна дорога. Ділянку на схід від Мідделбурга було значно покращено, включаючи північну об’їзну дорогу Мбомбела, і тепер вона має кілька нових роз’їздів, розділених рівнями. N4 на схід від Преторії є частиною платного маршруту коридору Мапуту.